# Ole Lemmeke

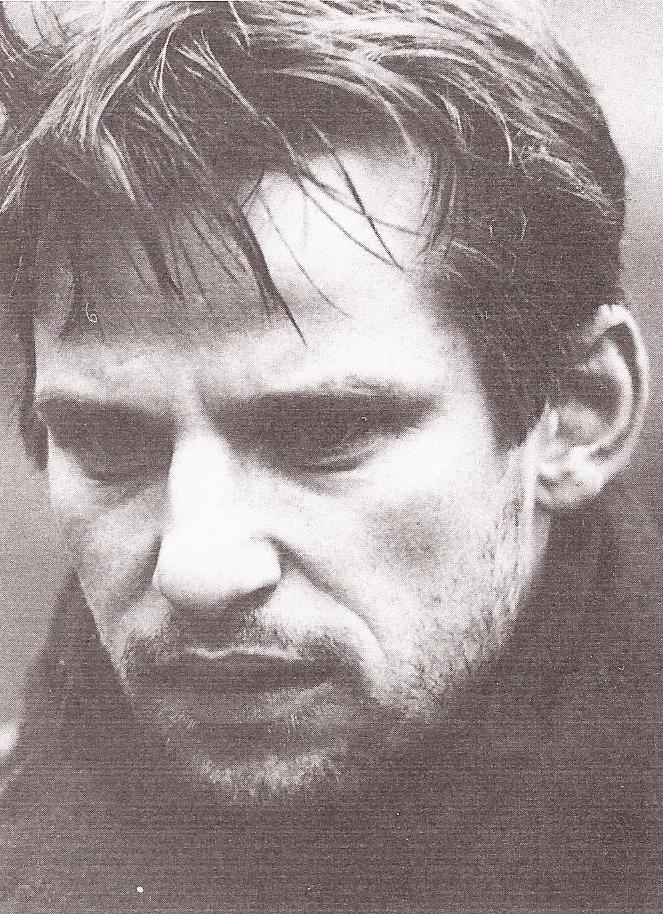
Ole Lemmeke (1989)

Ole Lemmeke (* 10. Januar 1959 in Frederiksberg) ist ein dänischer Schauspieler.

## Leben
Ole Lemmeke wuchs in Nykøbing Sjælland auf, wo seine Eltern ein Pflegeheim betrieben. Während seiner Zeit als Kriegsdienstverweigerer war er bereits am Posthus Teatret. Anschließend begann er ein Theologiestudium, das er später zu Gunsten einer Schauspielausbildung abbrach. Diese absolvierte er erfolgreich 1984 an der Statens Teaterskole. Anschließend wurde er festes Ensemblemitglied am Rialto Teatret und war seitdem auch an weiteren Theater wie Det Ny Teater, dem Det Kongelige Teater und dem Betty Nansen Teatret beschäftigt. Sein größter Erfolg war 2013 die Auszeichnung als Bester Hauptdarsteller mit dem renommierten Theaterpreis Reumert, bereits im Jahr zuvor war er mit dem Teaterpokalen ausgezeichnet worden.
Bereits mit seiner ersten Hauptrolle in einem Film, die des Jonni in dem von Morten Arnfred inszenierten Liebesdrama Himmel og helvede wurde Lemmeke 1988 mit einem Robert als Bester Hauptdarsteller ausgezeichnet. Für seine Darstellung des Holger Mikkelsen in dem von Morten Henriksen inszenierten Kriegsfilm Der Feind im Inneren wurde Lemmeke 1992 sowohl mit einem Bodil als Bester Hauptdarsteller als auch mit einem Robert als Bester Hauptdarsteller ausgezeichnet. 2004 erhielt er den Lauritzen-Preis.
Neben seiner Tätigkeit als Schauspieler spricht Lemmeke auch Hörbücher ein und war als Dozent für Schauspielerei an der Den Danske Filmskole tätig.

## Filmografie
- 1988: Himmel og helvede
- 1991: Der Feind im Inneren (De nøgne træer)
- 1993: Die Rußlandaffäre (Den russiske sangerinde)
- 1999: Besessen (Bat)
- 2006–2008: Anna Pihl – Auf Streife in Kopenhagen (Anna Pihl, Fernsehserie, zehn Folgen)
- 2006: Das Genie und der Wahnsinn (Sprængfarlig bombe)
- 2009: Kommissarin Lund – Das Verbrechen (Forbrydelsen, Fernsehserie, sechs Folgen)
- 2017: Rita (Fernsehserie, acht Folgen)
- 2018: Per im Glück (Lykke-Per)